# Zwepenboom
De zwepenboom (Celtis occidentalis) is een uit Noord-Amerika afkomstige boom die tegenwoordig wordt ingedeeld bij de hennepfamilie (Cannabaceae).

## Kenmerken
Jonge bomen vertonen een rechte stam met ovale kroon; deze gaat bij groei over in een vertakte stam met een onregelmatige kroon.
De verspreid staande, middel tot donkergroene bladeren zijn circa 10 cm lang. De ovale bladeren zijn getand en in een smalle punt uitlopend. De bladeren hebben evenals die van de iepen een ongelijke bladbasis.
De geelgroene bloemen bloeien in april en mei.
De kleine ronde groene vruchten krijgen in september en oktober een oranje-paarse kleur.

## Cultivarsenvariëteiten
- Celtis occidentalis 'Chicagoland'
- Celtis occidentalis 'Prairie Pride'
- Celtis occidentalis var. cordata

## Ecologischeaspecten
De vruchten worden graag gegeten door diverse vogelsoorten.
De boom is in haar oorsprongsgebied waardplant voor een groot aantal insecten, waaronder ten minste vier gallen producerende soorten. Ook zijn er enkele vlinders die zich in deze boom specialiseren.

## Gebruik
De boom houdt het in vervuilde stadsluchten goed uit, en wordt om die reden dan ook wel daar aangeplant. Maar volwassen bomen worden daar op den duur vaak te groot voor. De boom wordt in Noord-Amerika ook wel aangeplant als terreingrens, voor schaduw, om erosie tegen te gaan of als windbreker.
Het hout wordt wel gebruikt voor goedkope meubelen, maar dient vooral als brandhout. Economisch is de boom niet van groot belang.